# Пожар в автобусе в Минске (1980)
Пожар в минском городском автобусе, произошедший утром 3 марта 1980 года на пересесении улиц Столетова и Филимонова из-за воспламенения разлившегося по асфальту бензина, унёс жизни 23 человек, ещё 9 удалось спастись.

## Развитие событий
3 марта 1980 года городской автобус № 62, двигаясь по своему обычному маршруту, около 11 часов утра был вынужден остановиться из-за аварии: на пути его следования у пересечения улиц Столетова и Филимонова (Запорожская площадь) опрокинулась цистерна бензовоза. Как оказалось, люк цистерны был закреплён не с двух, как предписывала инструкция, а лишь с одной стороны, в силу чего бензин из накренившейся ёмкости стал выливаться на асфальт. Увидевшие опрокинутый бензовоз водители других автомобилей начали разворачиваться, а водитель «Икаруса», остановившись на луже разлитого топлива, открыл для выхода пассажиров двери. В надежде, что движение вскоре возобновится, люди не отходили далеко от автобуса, некоторые и вовсе оставались на своих местах в салоне.
В это время на площади появился «Москвич» «скорой помощи». Пытаясь объехать людей, его водитель заметил, что попал в лужу бензина, и резко затормозил, в результате чего машина заглохла. Скорее всего, рефлекторно он попытался завести автомобиль, повернув ключ в замке зажигания, однако это движение стоило жизни всем, кто находился в автобусе и стоял на разлитом по асфальту бензине: в ходе дальнейшего расследования было установлено, что искра, вылетевшая из выхлопной трубы «Москвича», привела к воспламенению жидкости.
Водитель охваченного пламенем «Икаруса» попытался вывести его из огня, однако двигатель автобуса заглох. Люди в автобусе метались в панике, а очевидцы трагедии были бессильны помочь им — горящая бензиновая лужа не давала приблизиться к автобусу. Несмотря на то, что пожарные прибыли в течение нескольких минут после поступления сигнала, работы для них уже не было. Как вспоминал впоследствии один из огнеборцев: «Пожар потушили за 15 секунд. Собственно, тушить было практически нечего: кроме человеческих тел в автобусе ничего не горело. <…> Когда огонь был потушен, первым, что бросилось в глаза, стало лицо начальника караула. Маску ужаса, застывшую на лице пожарного, я помню до сих пор».

## Последствия
Жертвами трагедии по официальным данным стали 23 человека, включая водителя автобуса; ещё 9 участников происшествия смогли спастись. Информация о трагедии не обнародовалась властями, которые предпочли скрыть произошедшее; о ней минчане узнавали не из газет, а по распространяющимся по городу слухам. Из-за рубежа сведения о происшествии передавались, в частности, радиостанцией «Голос Америки».
Виновниками трагедии были признаны водители бензовоза и автомобиля «Москвич». Они были приговорены к 12 и 5 годам лишения свободы соответственно.
Государство взяло на себя расходы по организации похорон погибших. Тем, кто выжил и нуждался в улучшении жилищных условий, были предоставлены квартиры и выплачены компенсации в размере трёх тысяч рублей (для сравнения, автомобиль «Запорожец» стоил в то время около трёх с половиной тысяч).
Для предотвращения повторения подобных инцидентов в будущем городские власти приняли решение ограничить движение бензовозов по территории Минска, а также закрыть ряд АЗС, расположенных в непосредственной близости от жилых районов.